# Bożenice
Bożenice [bɔʐɛˈnit͡sɛ] (tiếng Đức: Bosens)  là một ngôi làng thuộc khu hành chính của Gmina Polanów, thuộc quận Koszalin, West Pomeranian Voivodeship, ở phía tây bắc Ba Lan. Nó nằm khoảng 12 kilômét (7 mi) phía tây bắc Polanów, 30 km (19 mi) phía đông Koszalin và 161 km (100 mi) về phía đông bắc của thủ đô khu vực Szczecin.